# Caldillo de perro
Le caldillo de perro (« soupe de chien ») est une soupe de fruits de mer typique de la ville espagnole de Puerto de Santa María (Cadix). Ce bouillon, à base de merlan, d'ail et d'oignon, a la particularité d'être servi arrosé de jus d'orange acidulé. C'est une soupe qui est servie chaude juste après sa préparation. La recette, restée secrète au XIXe siècle, a été redécouverte par le journaliste de Cadix Mariano López Muñoz. Elle est généralement préparée dans les quartiers de pêcheurs.

## Caractéristiques
On utilise habituellement un poisson frais, généralement du merlan, qu'on coupe en tranches et qu'on assaisonne de sel. Traditionnellement, il est cuit dans une casserole en terre cuite où l'huile et l'ail sont chauffés, l'oignon est poché et l'eau bouillante est ajoutée. L'idée est de faire mijoter les ingrédients jusqu'à ce que l'oignon soit décomposé pour qu'il reste une soupe à la fin. Le poisson coupé en tranches est mis au dernier moment et mélangé à du jus d'orange acidulé. En fin de cuisson, on ajoute quelques tranches de pain blanc.